# Mirabello Monferrato
Mirabello Monferrato (în piemonteză Mirabel) este o comună din Provincia Alessandria, regiunea Piemont, Italia.

## Demografie
Mirabello Monferrato - evoluția demografică

|  | Graficele sunt indisponibile din cauza unor probleme tehnice. Mai multe informații se găsesc la Phabricator și la wiki-ul MediaWiki. |

Date: Recensăminte sau birourile de statistică - grafică realizată de Wikipedia